# Mike Edwards
Mike Edwards (Londres, 31 de maio de 1948 — Devon, 3 de setembro de 2010) foi um músico britânico, e membro da banda de rock Electric Light Orchestra, onde permaneceu de 1972 a 1975.
Morreu em setembro de 2010 ao ser esmagado por um fardo de feno de 600 kg, que atingiu a van que ele conduzia.